# История науки и техники (книжная серия)
«История науки и техники» — одна из научно-популярных книжных серий АН СССР издательства «Наука» (Москва), посвящённая истории отдельных отраслей естественных и точных наук с древности до наших дней, их теоретическим и прикладным аспектам, а также биографиям некоторых выдающихся деятелей науки и техники. Серия выходила с 1977 до начала 1990-х. Некоторые книги серии издавались отделениями «Науки» в Ленинграде (Ленинградское отделение) и Новосибирске (Сибирское отделение).
Всего в серии вышло более 46 книг (количество уточняется).
Формат: 84x108/32 (~130х205 мм); обложка бумажная.

## Книги серии

### 1977 год
- Комиссаров Б. Н. Первая русская экспедиция в Бразилию. — Л.: Наука, Ленингр. отд-ние, 1977. — 136, [8] с. — 18 000 экз.
- Пасецкий В. М. Географические исследования декабристов. — М.: Наука, 1977. — 184, [8] с. — 60 000 экз.
- Пипуныров В. Н., Чернягин Б. М. Развитие хронометрии в России. — М.: Наука, 1977. — 216 с. — 26 000 экз.
- Симонов Р. А. Математическая мысль древней Руси. — М.: Наука, 1977. — 121 с. — … экз.

### 1978 год
- Естественнонаучные представления Древней Руси: Сборник статей / Сост. Р. А. Симонов. — М.: Наука, 1978. — 176 с. — 17 500 экз.
- Механика и физика второй половины XVIII в.: Сборник статей / Сост. Боголюбов А.Н.. — М.: Наука, 1978. — 200 с. — 14 500 экз.
- Андрианов Б. В. Земледелие наших предков. — М.: Наука, 1978. — 168, [4] с. — 21 800 экз.
- Боголюбов А.Н. Механика в истории человечества. — М.: Наука, 1978. — 151, [12] с. — 26 000 экз.
- Григорьян А. Т. Механика в России. — М.: Наука, 1978. — 192 с. — 15 000 экз.
- Локерман А. А. Загадка русского золота / Отв. ред. д-р геол.-минер. наук С. Д. Шер. — М.: Наука, 1978. — 144 с. — 50 000 экз.
- Филонович С. Р. Лучи, волны, кванты. — М.: Наука, 1978. — 208 с. — 32 000 экз.
- Франкфурт У. И. Закон сохранения и превращения энергии. — М.: Наука, 1978. — 192 с. — 33 000 экз.
- Лазаревич Э.А. Искусство популяризации науки. — М.: Наука, 1978. — 224 с. — 7000 экз.

### 1979 год
- Никифоровский В. А. Из истории алгебры XVI—XVII вв. — М.: Наука, 1979. — 208 с. — 45 000 экз.

### 1980 год
- Григорьян А. Т., Рожанская М. М. Механика и астрономия на средневековом Востоке / Отв. ред. Б. А. Розенфельд. — М.: Наука, 1980. — 200 с. — 22 200 экз.
- Пасецкий В. М. Первооткрыватели Новой Земли. — М.: Наука, 1980. — 192 с. — 100 000 экз.
- Рожанский И. Д. Античная наука. — М.: Наука, 1980. — 200 с. — 50 000 экз.
- Семёнов Л. С. Путешествие Афанасия Никитина. — М.: Наука, 1980. — 144 с. — 150 000 экз.
- Фёдоров А. С. Творцы науки о металле: Очерки о творчестве отечественных ученых — металлургов и металловедов. — М.: Наука, 1980. — 224 с. — 42 000 экз.

### 1981 год
- Арсентьев А. И., Падуков В. А. Беседы о горной науке. — Л.: Наука, Ленингр. отд-ние, 1981. — 160 с. — 17 200 экз.
- Мельников Н. В. Горные инженеры: Выдающиеся деятели горной науки и техники. — М.: Наука, 1981. — 272 с. — 32 500 экз.
- Погребысская Е. И. Оптика Ньютона. — М.: Наука, 1981. — 136 с. — 33 500 экз.
- Сущинский М. М. Комбинационное рассеяние света и строение вещества. — М.: Наука, 1981. — 184 с. — 16 650 экз.

### 1982 год
- Горелик Г. Е. Почему пространство трёхмерно? — М.: Наука, 1982. — 168 с. — 70 000 экз.
- Френкель В. Я., Явелов Б. Е. Эйнштейн — изобретатель. — М.: Наука, 1982. — 161 с. — 126 000 экз.

### 1983 год
- Виленкин Н. Я. В поисках бесконечности. — М.: Наука, 1983. — 160 с. — … экз.
- Гуриков В. А. Становление прикладной оптики XV—XIX вв. — М.: Наука, 1983. — 187 с. — 9000 экз.

### 1984 год
- Афанасьев В. А., Заиков Г. Е. Физические методы в химии. — М.: Наука, 1984. — 176 с. — 16 000 экз.
- Гринберг А. П., Френкель В. Я. Игорь Васильевич Курчатов в Физико-техническом институте (1925—1943 гг.). — Л.: Наука, Ленингр. отд-ние, 1984. — 184 с. — 8000 экз.
- Никифоровский В. А. Великие математики Бернулли. — М.: Наука, 1984. — 177 с. — 33 500 экз.

### 1985 год
- Никифоровский В. А. Путь к интегралу. — М.: Наука, 1985. — 192 с. — … экз.

### 1986 год
- Кляус Е. М. Поиски и открытия: Т. Юнг, О. Френель, Дж. К. Максвелл, Г. Герц, П. Н. Лебедев, М. Планк, А. Эйнштейн / Отв. ред. М. М. Сущинский. — М.: Наука, 1986. — 177, [4] с.
- Ларичев В. Е. Колесо времени. Солнце, Луна и древние люди. — Новосибирск: Наука, Сибирское отд-ние, 1986. — 176 с. — 89 500 экз.
- Лишевский В. П. Рассказы об учёных / Отв. ред. А. Т. Григорьян. — М.: Наука, 1986. — 168, [4] с. — 90 000 экз.

### 1987 год
- Никифоровский В. А. В мире уравнений. — М.: Наука, 1987. — 176 с. — 37 500 экз.

### 1988 год
- Ветров Г. С. С. П. Королев в авиации: Идеи. Проекты. Конструкции / Отв. ред. Б. В. Раушенбах; Рец.: М. Л. Галлай, И. К. Костенко. — М.: Наука, 1988. — 160 с. — 50 000 экз. — ISBN 5-02-000580-2.
- Сонин А. С. Дорога длиною в век: из истории науки о жидких кристаллах / Отв. ред. Б. К. Вайнштейн. ― М.: Наука, 1988. ― 224 с., ил. ― 10 800 экз. ― ISBN 5-02-000084-1.

### 1989 год
- Крутиков П. Г., Принцев Н. А. Эрмитаж. Науки служат музам / ред. Б. Б. Пиотровский. — Л.: Наука, Ленингр. отд-ние, 1989. — 176 с. — 54 400 экз. — ISBN 5-02-024510-0.
- Ларичев В. Е. Мудрость змеи. — Новосибирск: Наука, Сибирское отд-ние, 1989. — 272 с. — 65 000 экз. — ISBN 5-02-029189-X.
- Охлобыстин О. Ю. Жизнь и смерть химических идей: Очерки по истории теоретической химии / Отв. ред. Г. В. Лисичкин. — М.: Наука, 1989. — 192 с. — 20 000 экз. — ISBN 5-02-001397-8.
- Соловьёв Ю. И., Курашов В. И. Химия на перекрёстке наук: Исторический процесс развития взаимодействия естественнонаучных знаний. — М.: Наука, 1989. — 192 с. — 13 600 экз. — ISBN 5-02-001364-1.
- Кемоклидзе М. П. Квантовый возраст / Отв. ред. С. Т. Беляев. — М.: Наука, 1989. — 272 с. — 17 500 экз. — ISBN 5-02-000062-0.

### 1990 год
- Вишневецкий Л. М., Иванов Б. И., Левин Л. Г. Формула приоритета: Возникновение и развитие авторского и патентного права. — Л.: Наука, Ленингр. отд-ние, 1990. — 208 с. — 4900 экз. — ISBN 5-02-027211-6.
- Панченко В. Д. Размагничивание кораблей Черноморского флота в годы Великой Отечественной войны / Отв. ред.: акад. А. П. Александров, д-р физ.-мат. наук В. Р. Регель. — М.: Наука, 1990. — 192, [8] с. — … экз.
- Френкель В. Я., Явелов Б. Е. Эйнштейн: Изобретения и эксперимент. — 2-е изд., перераб. и доп. — М.: Наука, 1990. — 240 с. — 20 000 экз. — ISBN 5-02-000802-8.
- Яковлев Н. Н. Вольная школа науки и просвещения: Санкт-Петербургская биологическая лаборатория — Государственный естественно-научный институт им. П. Ф. Лесгафта. — Л.: Наука, Ленингр. отд-ние, 1990. — 136 с. — … экз. — ISBN 5-02-025698-6.

### 1992 год
- Владимиров И. Н., Ципоруха М. И. Человек строит корабль: Очерки по истории судостроения и мореходства (от истоков до XVI в.). — М.: Наука, 1992. — 209 с. — 2600 экз. — ISBN 5-02-006731-8.
- Никифоровский В. А. Вероятностный мир. — М.: Наука, 1992. — 176 с. — … экз. — ISBN 5-02-003523-8.

### 1993 год
- Ларичев В. Е. Сотворение вселенной: Солнце, Луна и Небесный дракон. — Новосибирск: Наука, Сибирское отд-ние, 1993. — 288 с. — 10 000 экз.

### 1994 год
- Ветров Г. С. С. П. Королев и космонавтика: Первые шаги / Отв. ред. Б. В. Раушенбах. — М.: Наука, 1994. — 208 с. — 700 экз. — ISBN 5-02-000214-3.